# Orchestra della Svizzera italiana
L’Orchestra della Svizzera italiana (OSI) ha sede a Lugano, nel Canton Ticino (Svizzera). Dal 1935 al 1991 è l'Orchestra della Radiotelevisione svizzera di lingua italiana (RSI). Nel 1991 l'Orchestra diventa una Fondazione e prende l'attuale nome.
Orchestra residente al LAC (Lugano Arte e Cultura), l'Orchestra della Svizzera italiana è guidata dal 2015 dal Direttore Principale Markus Poschner e collabora con i grandi nomi del panorama direttoriale, oltre che con i più celebri solisti; si esibisce nella Svizzera italiana e nei maggiori centri nazionali ed internazionali, con accoglienze entusiastiche di pubblico e critica nei maggiori teatri e sale di tutta Europa, dalla Sala dorata del Musikverein di Vienna alla Philharmonie di Berlino, dal Grosses Festspielhaus di Salisburgo alla Kölner Philharmonie di Colonia, dall’Opernhaus di Francoforte al Brucknerhaus di Linz.
Composta da 41 musicisti stabili, l’OSI è una delle 14 formazioni a livello professionale attive in Svizzera (orchester.ch) ed è finanziata principalmente dalla Repubblica e Canton Ticino - Fondo Swisslos, dalla Città di Lugano e dall'Associazione Amici dell'OSI. Sponsor principale: BancaStato. Tutti i concerti OSI vengono trasmessi in diretta radiofonica su RSI Rete Due.
L'Orchestra della Svizzera italiana dà vita annualmente alle due stagioni musicali principali "OSI al LAC Archiviato il 4 aprile 2023 in Internet Archive.", da autunno a primavera nella Sala Teatro del LAC con artisti rinomati, e "OSI in Auditorio Archiviato il 4 aprile 2023 in Internet Archive.", a gennaio e febbraio nella sede storica dell'Orchestra, l'Auditorio Stelio Molo RSI a Lugano-Besso, dando spazio creativo a personalità musicali ecclettiche con repertori particolari. Sono inoltre di rilievo le coproduzioni operistiche e di danza con le maggiori istituzioni musicali della Svizzera italiana e con partner internazionali, così come l’attività in tournée e la presenza a festival europei che negli ultimi anni si è intensificata.
La ricca programmazione concertistica vede l’Orchestra collaborare, oltre che con Poschner, con diversi altri direttori e con numerosi solisti di fama internazionale: tra tutti si ricorda Martha Argerich, con cui l’OSI gode di un rapporto privilegiato da quasi 20 anni (in passato la grande pianista argentina ha scelto Lugano quale sede del Progetto che porta il suo nome). Nel contempo si sta sviluppando una collaborazione stabile con la violoncellista Sol Gabetta, culminata in un nuovo prestigioso festival musicale pluriennale che si svolgerà a Lugano nel periodo di Pentecoste nel 2021, 2022 e 2023.
Altrettanto intensa l’attività discografica, in collaborazione con la Radiotelevisione svizzera di lingua italiana (RSI): nel 2018 l’OSI e il Direttore principale Poschner sono stati insigniti del prestigioso premio internazionale ICMA per l'integrale delle Sinfonie di Brahms (SONY Classical) nell'ambito del progetto “Rileggendo Brahms” (www.osi-brahms.ch Archiviato il 5 luglio 2022 in Internet Archive.).
Attualmente l’Orchestra della Svizzera italiana e Poschner sono impegnati nella realizzazione di una serie di CD dedicati alle opere inedite di Rossini (pubblicati dall’etichetta Concerto Classics).
Numerose anche le produzioni discografiche con altre importanti etichette quali Chandos, Hyperion, EMI e Deutsche Grammophon. Per quest'ultima è da segnalare il pregiato cofanetto pubblicato nel 2012 con quattro cd dedicati ai primi dieci anni di concerti dell'OSI nell'ambito del Progetto Martha Argerich. Tra i riconoscimenti si segnala a gennaio 2015 il Diapason d’or per il CD con le Sinfonie di Gounod distribuito da CPO e numerose ottime recensioni per i due cd dedicati a Richard Strauss (CPO 2015 e 2017), per il DVD con l'integrale delle Sinfonie di Brahms “Rileggendo Brahms” www.osi-brahms.ch Archiviato il 5 luglio 2022 in Internet Archive. (Sony Classical 2018) – Premio ICMA 2018 - e per i Vol. I  e II del Progetto Rossini (Concerto Classics).
L’Orchestra della Svizzera italiana consolida infine il suo forte legame con la regione con un'ampia serie di concerti rivolti alla popolazione: concerti per famiglie, concerti per le scuole, collaborazioni con il Conservatorio della Svizzera italiana, open air, cine-concerti e festival estivi tra cui il Locarno Film Festival, senza dimenticare la regolare partecipazione alle Settimane Musicali di Ascona.

## Tournée
Nel ruolo di Ambasciatrice culturale della Svizzera italiana, l’OSI si è esibita negli ultimi anni in importanti teatri, sale concertistiche e festival in Svizzera, Italia, Austria, Germania, Slovenia, Inghilterra, Brasile e Corea.
2020 - Tournée in Germania (Colonia, Regensburg, Essen, Stoccarda) e Svizzera romanda (La Chaux-de-Fonds e Ginevra) con Markus Poschner e Khatia Buniatishvili.
2019 - Tournée in Austria (Vienna, Musikverein) con Markus Poschner ed Emmanuel Tjeknavorian.
2019 - Tournée in Germania e Svizzera con Martha Argerich e Charles Dutoit.
2018 - Tournée in Romania (Bucarest, Mihail Jora Concert Hall) con Vladimir Ashkenazy e Nelson Görner.
2017 - Carinthischer Sommer Festival con Markus Poschner e Rileggendo Brahms.
2016 - Tournée con Markus Poschner a Innsbruck, Salisburgo (Grosses Festspielhaus), Maribor, Linz (Brucknerhaus), Aquisgrana e Francoforte (Alte Oper).
2016 - Concerto inaugurale al Festival mozart&augsburg con Markus Poschner.
2015 - Tournée con Vladimir Ashkenazy a Bielefeld, Berlino (Kammermusiksaal der Philharmonie) e Londra (Cadogan Hall).
2014 - Tournée in Corea del Sud con Vladimir Ashkenazy.
2012 - Tournée nei maggiori Teatri del Brasile con il direttore John Neschling.
2012 - Debutto nell’esclusivo Cartellone del Teatro alla Scala di Milano con Salvatore Accardo.
2011 - Tournée per tutta la Svizzera con Vadim Repin.
2010 - Ein Deutsches Requiem di Brahms all’Auditorio del Parco della Musica di Roma sotto la direzione di Lorin Maazel e con il Coro dell’Accademia Nazionale di Santa Cecilia.
L’OSI ha inoltre tenuto concerti:
- in Svizzera, alla Tonhalle Zürich, al KKL Luzern, al Kultur Casino a Berna, nella Musiksaal dello Stadt-Casino di Basilea, al Théâtre Équilibre di Friborgo, oltre che al Festival di Zermatt, alla Schubertiade di Espace 2 a Monthey e al Sion Festival;
- in Italia, a Milano all’Auditorium e nella Sala Verdi del Conservatorio per Milano Musica, per MiTo Settembre Musica e per SERATE MUSICALI; al Teatro Fraschini di Pavia, al Teatro Ponchielli di Cremona, al Teatro Municipale di Piacenza e al Teatro Sociale di Como;
- in Germania al Franziskaner Konzerthaus di Villingen-Schwenningen.

## Storia
Già attiva come Radiorchestra agli inizi degli anni '30 a Lugano sotto la direzione di Leopoldo Casella, dal 1935 diventa l'Orchestra di Radio Monte Ceneri, la Radio della Svizzera italiana, contribuendo in maniera determinante allo sviluppo musicale del territorio. Fin dagli anni ’40 ha dato avvio ad importanti Festival a Lugano, Locarno e Ascona fin dagli anni ‘40, ed è stata diretta da grandi personalità musicali quali Ansermet, Stravinskij, Stokowski, Celibidache, Scherchen. Ha collaborato con innumerevoli compositori quali Mascagni, R. Strauss, Honegger, Milhaud, Martin, Hindemith e, in tempi più vicini, Berio, Henze e Penderecki. Richard Strauss scrive nel 1947 “su incitamento di Radio Lugano” il suo Duett-Concertino per clarinetto, fagotto, orchestra d’archi e arpa.
Direttore stabile tra il 1938 ed il 1968 è stato Otmar Nussio, di origini grigionesi, che ha dato grande sviluppo all'attività concertistica, aprendola a collaborazioni internazionali. Con Marc Andreae, direttore musicale dal 1969 al 1991, l'Orchestra della Radio Televisione della Svizzera italiana ha consolidato il proprio ruolo, ampliando la programmazione musicale e promuovendo prime esecuzioni dei maggiori compositori viventi.
Nel 1991 si costituisce la Fondazione per l’Orchestra della Svizzera italiana (FOSI), l'Orchestra prende il nome attuale e inizia a mettersi in luce a livello internazionale, esibendosi nelle più prestigiose sale di città come Vienna, Amsterdam, San Pietroburgo, Parigi, Milano e Salisburgo.  Nel 1999 avvia un'intensa collaborazione con Alain Lombard, che dapprima ricopre il ruolo di direttore principale e nel 2005 nominato direttore onorario. Dal 2008 al 2010 si avvale anche della prestigiosa collaborazione di Mikhail Pletnev in qualità di primo direttore ospite.
Dal 2013 al 2020 l'Orchestra della Svizzera italiana ha collaborato con Vladimir Ashkenazy, artista di grande ispirazione, direttore e pianista, nel ruolo di direttore ospite principale. A partire dalla stagione 2015-2016 l'OSI è guidata dal direttore tedesco Markus Poschner, nell'importante funzione di direttore principale, ed è orchestra residente al LAC (Lugano Arte e Cultura) di Lugano.
Il legame con la SRG SSR e la RSI si riduce notevolmente nel corso degli ultimi 10 anni: l’OSI acquista un’indipendenza sempre maggiore in ambito sia artistico sia finanziario, fino a raggiungere nel 2018 la completa autonomia. Attualmente la SRG SSR e la RSI affiancano l’Orchestra in qualità di acquirenti di prestazioni.

## Direttori
- Markus Poschner (da settembre 2015) direttore principale
- Vladimir Ashkenazy (2013 - 2020) direttore ospite principale
- Alain Lombard (dal 2005) direttore onorario e (1999 - 2005) direttore principale
- Mikhail Pletnev (2008 - 2010) primo direttore ospite
- Serge Baudo (1997 - 2000) primo direttore ospite
- Nicholas Carthy (1993 - 1996) direttore stabile
- Marc Andreae (1969 - 1991) direttore stabile
- Otmar Nussio (1938 - 1968) direttore stabile
- Leopoldo Casella (1935 - 1938) direttore stabile

## Formazione

### Violini
- Robert Kowalski - violino di spalla (2012-)
- Tamàs Major - violino di spalla (1983-)
- Walter Zagato - Sostituto spalla (2000-)
- Andreas Laake - 1ª parte violino (1987-)
- Hans Liviabella - 1ª parte violino (1997-)
- Barbara Ciannamea-Monté Rizzi - Sostituto 1ª parte violino (2000-)
- Fabio Arnaboldi - violino (2006-)
- Denis Monighetti - violino (2008-)

- Piotr Nikiforoff - violino (2009-)
- Katie Vitalie - violino (2007-)
- Duilio Galfetti - violino (1997-)
- Irina Roukavitsina-Bellisario - violino (1997-)
- Julia Didier - violino (2019-)
- Ekaterina Györik - violino (2020-)
- Vittorio Passerini - violino (2020-)
- Marco Norzi - violino (2021-)

### Viole
- Ivan Vukčević - 1ª parte viola (2002-)
- Jan Snakowski - 1ª parte viola (2018-)
- Aurélie Adolphe - viola (2006-)
- Andriy Burko - viola (2007-)

### Violoncelli
- Johann Sebastian Paetsch - 1ª parte violoncello (1992-)
- Luca Magariello - 1ª parte violoncello (2019-)
- Felix Vogelsang - Sostituto 1ª parte violoncello (2004-)
- Vanessa Hunt Russell - violoncello (2021-)

### Contrabbassi
- Enrico Fagone - 1ª parte contrabbasso (2004-)
- Jonas Villegas - 1ª parte contrabbasso (2018-)

### Flauti
- Bruno Grossi - 1ª parte flauto (1997-)
- Alessandra Russo - 1ª parte flauto (2016-)

### Oboi
- Marco Schiavon - 1ª parte oboe (2004-)
- Federico Cicoria - 1ª parte oboe (1992-)

### Clarinetti
- Paolo Beltramini - 1ª parte clarinetto (2003-)
- Corrado Giuffredi - 1ª parte clarinetto (2003-)

### Fagotti
- Alberto Biano - 1ª parte fagotto (2008-)
- Enrico Bassi - 1ª parte fagotto (2022-)

### Corni
- Vittorio Ferrari - 1ª parte corno (2015-)
- Zora Slokar - 1ª parte corno (2005-)

### Trombe
- Sébastien Galley - 1ª parte tromba (2007-)
- Serena Basandella - 1ª parte tromba (2014-)

### Timpani
- Louis Sauvêtre - 1ª parte timpani (2002-)

## Discografia
- 2020 - Franz Krommer - Symphonies 6 & 9 (CPO)
- 2020 - The Rossini Project - Vol II From Naples to Europe (Concerto Classics)
- 2018 - François-Adrien Boieldieu (CPO)
- 2018 - Françaix, Nielsen: Clarinet Concertos (Brillant Classic)
- 2018 - The Rossini Project - Vol I The Young Rossini (Concerto Classics)
- 2017 - Now, and Then (ECM)
- 2017 - Saint-Saëns - Mélodies avec orchestre (Alpha Classics)
- 2017 - Richard Strauss - Violin Concerto, Aus Italien (CPO)
- 2016 - Franz Krommer - Symphonies 4, 5, 7 (CPO)
- 2016 - DVD Rileggendo Brahms (Sony Classical) - www.osi-brahms.ch Archiviato il 5 luglio 2022 in Internet Archive.
- 2015 - Musica Futurista (Mudima)
- 2015 - Franz Anton Hoffmeister (CPO)
- 2015 - Richard Strauss - Der Bürger als Edelmann, Duett-Concertino (CPO)
- 2014 - Charles Gounod - Symphonies 1-3 (CPO)
- 2014 - Domenico Nordio (Sony)
- 2014 - Paul Juon - Orchestral works, vol. 2 (Sterling)
- 2014 - Anouar Brahem (ECM)
- 2013 - Martha Argerich and Friends (Warner Classic)
- 2013 - The Romantic Violin Concerto, Vol. 14 (Hyperion)
- 2013 - La verità, musiche di Maria Bonzanigo (Compagnia Finzi Pasca)
- 2013 - Tea for Two. Solisti: Maurice Steger, flauto; Davide Cabassi, pianoforte (Berlin Classics)
- 2013 - The Romantic Piano Concerto - C. Gounod (Hyperion)
- 2012 - Martha Argerich and Friends 2012 (EMI Classics)
- 2012 - Tango Rhapsody (Avanti Classic)
- 2012 - Clara & Robert Schumann (Novalis)
- 2012 - Martha Argerich - Lugano Concertos(Deutsche Grammophon)
- 2012 - SPOHR Symphonies N. 7 & 9 (Hyperion)
- 2011 - Giovanni Bottesini (Stradivarius)
- 2011 - Edward Elgar (RSI Rete Due)
- 2011 - Sergey Prokofiev (Dynamic)
- 2011 - Martha Argerich and Friends 2011 (EMI Classics)
- 2010 - Ceccherini (Fondazione Amadeus)
- 2010 - Franz Danzi (CPO)
- 2010 - SPOHR Symphonies N. 3 & 6 (Hyperion)
- 2010 - SPOHR Symphonies N. 8 & 10 (Hyperion)
- 2009 - Haydn - The London Symphonies (Hyperion)
- 2009 - Tansman (Chandos Records)
- 2008 - Nebbia (Cirque Eloize)
- 2008 - Igor Stravinskij (RTSI Multimedia)

## Progetti e giochi didattici
- Osi-Brahms Archiviato il 27 maggio 2015 in Internet Archive., osi-brahms.ch
- LAC Orchestra